# Válor (kommunhuvudort)
Válor är en kommunhuvudort i Spanien.   Den ligger i provinsen Provincia de Granada och regionen Andalusien, i den södra delen av landet, 400 km söder om huvudstaden Madrid. Válor ligger 896 meter över havet och antalet invånare är 743.
Terrängen runt Válor är kuperad åt sydost, men åt nordväst är den bergig. Runt Válor är det ganska glesbefolkat, med 36 invånare per kvadratkilometer. Närmaste större samhälle är Ugíjar, 4,6 km sydost om Válor. Omgivningarna runt Válor är i huvudsak ett öppet busklandskap.